# Anders Essen-Möller
Anders Essen-Möller, född 20 maj 1941 i Lund, är en svensk entreprenör.
Anders Essen-Möller är civilingenjör från KTH och grundade bland andra företagen Synectics (1976) och Diamyd (1996).
Han är son till Erik Essen-Möller och morbror till Niels Jensen.